# Рок циркус
Рок циркус је пети албум српског рок бенда Смак, објављен 1980. године.

## Списак песама
| #  | Назив               | Аутор(и) | Трајање |
| -- | ------------------- | -------- | ------- |
| 1. | Рок циркус          |          | 3:54    |
| 2. | Професор            |          | 4:52    |
| 3. | Огледало            |          | 6:19    |
| 4. | Циганско срце       |          | 3:39    |
| 5. | Ла кукарача         |          | 4:01    |
| 6. | Инструментална бебе |          | 5:56    |
| 7. | И то је за људе     |          | 3:11    |
| 8. | Хирошима            |          | 5:01    |

## Особље
- Борис Аранђеловић - вокал
- Радомир Михајловић „Точак“ - гитара
- Лаза Ристовски - клавијатуре
- Зоран Милановић - бас-гитара
- Слободан Стојановић „Кепа“ - бубњеви